# آنتون جولیو مایانو
آنتون جولیو مایانو (ایتالیایی: Anton Giulio Majano؛ ‏ ۵ ژوئیهٔ ۱۹۰۹ – ۱۲ اوت ۱۹۹۴) کارگردان فیلم و فیلم‌نامه‌نویس اهل ایتالیا بود.
از فیلم‌ها یا مجموعه‌های تلویزیونی که وی در آن‌ها نقش داشته‌است، می‌توان به ستارگان پائین را می‌نگردند، به‌خاطر تو مرتکب گناه شده‌ام، شهر رنج، مارکو ویسکونتی و فیلیپه دربلی اشاره نمود.